# Pedro de Antioquía
Pedro de Antioquía, también llamado Pedro Fullo (Petrus Fullo, Πέτρος ὁ Γναφεύς or Κναφεύς) fue en diversas ocasiones Patriarca de Antioquía entre 469 y 488, en pleno auge de la disputa entre calcedonianos y no calcedonianos por la Iglesia de Antioquía. Él era uno de los líderes de los no calcedonianos.

## Historia
Pedro recibió su epíteto a causa de su antigua profesión como batanero (fullo). Tillemont (Empereurs, tomo VI. p. 404) afirma que Pedro era originalmente un miembro del monasterio de Acoimetas (Akoimetoi), el "Gran Monasterio", que él cree que está en Bitinia, es decir, en el lado asiático del Bósforo, en Gomom, del que fue expulsado a causa de sus doctrinas heréticas. Llegando a Constantinopla, accedió a personas de gran influencia, a través de las cuales acabó siendo presentado al emperador Zenón I, el ahijado de León I el Tracio (r. 457–474) y futuro emperador (r. 474–491), cuyas dádivas se granjeó, obteniendo la cátedra de la iglesia de San Bassa, en Calcedón. Allá, sus creencias no calcedonias inmediatamente se hicieron evidentes, lo que provocó su huida en busca de Zenón, que estaba de viaje hacia Antioquía como Magister militum (magister militum per Orienten).

### Primer patriarcado
Llegando a Antioquía en 463, Pedro ansió para sí el trono patriarcal, que estaba ocupado por Martirio. Entonces se dirigió a la población de la ciudad y comenzó a levantar sospechas acerca del Patriarca, acusándolo de ser un nestoriano disfrazado, y así provocar la expulsión de Martirio y su propia elección para el trono. Teodoro el Lector nos da una fecha aproximada entre 469 y 470 para estos eventos, pero otras fuentes indican como probable el año 465.
Una vez establecido como Patriarca, Pedro se declaró abiertamente contra el Concilio de Calcedonia y añadió al Trisagio (Trisagion) las palabras "Que fue crucificado por nosotros", lema que impuso como una prueba para todo su patriarcado, anatemizando a todos los que rechazaran aceptarlo. En consonancia con el sínodo, convocó un concilio en Antioquía para dar autoridad sinódica a esta nueva cláusula. Martirio, una vez depuesto, acudió a Constantinopla para reclamar con el emperador León, por quien, por la influencia del Patriarca de Constantinopla, Genadio I, fue muy bien recibido. Un concilio de obispos decidió en su favor y su restablecimiento fue decretado. Pero, a pesar de la autoridad imperial, la influencia personal de Pedro, apoyada por Zenón, era tan grande en Antioquía que la posición de Martirio quedó diezmada e inmediatamente huyó de Antioquía, abandonando su trono nuevamente. León naturalmente quedó indignado con esta indiferencia para con sus órdenes y despachó un decreto imperial ordenando la deposición de Pedro y su envío al desierto.

### Segundo patriarcado
En consonancia con Teodoro, Pedro huyó y Juliano fue unánimemente escogido obispo en su lugar en 471 (o 466), manteniéndose en el cargo hasta el segundo restablecimiento de Pedro, a manos del emperador Basilisco en 476. Durante este intervalo, Pedro vivió en Constantinopla, jubilado en el monasterio de los Acoimetas (Acoimetae), donde obtuvo permiso para permanecer en pago a la promesa de que no causaría más disturbios. Durante el corto reinado de Basilisco (de octubre de 475 hasta junio de 477), la suerte de Pedro volvió a sonreírle. Bajo influencia de su esposa, Basilisco pasó a defender la creencia ortodoxa oriental y trajo de vuelta del exilio al Patriarca de Alejandría, Timoteo Eluro, y, persuadido por él, emitió una carta encíclica para los obispos urgiéndolos a anatemizar los decretos de Calcedonia. Pedro, contento, obedeció y fue recompensado con su restablecimiento en la sede de Antioquía en 476. Juliano fue depuesto y murió enseguida.
Esta vez, Pedro nuevamente forzó la adición al Trisagio y actuó con gran celo contra el partido calcedoniano, chafando toda la oposición apelando al pueblo sirio, que él ahora controlaba. Una vez consolidado en el trono, él fue rápido en expandir sus privilegios al máximo, ordenando obispos y Obispo metropolitano por toda Siria. La caída de Basilisco, sin embargo, trajo la ruina para todos los que lo habían apoyado y venían promoviendo sus acciones.

### Caída
En 485, Pedro fue nuevamente colocado en el trono de Antioquía por Zenón después de haber firmado el henoticon. De nuevo reinició sus acciones, expulsando obispos calcedonianos que se negaron a firmarlo y realizando órdenes no reconocidas por los calcedonianos, especialmente a de Xenaias (Filoxeno) para la sede de Hierápolis. Fue condenado y anatemizado por un sínodo de 42 obispos occidentales en Roma, en 485, y excomulgado. Sin embargo, mantuvo el trono patriarcal en Antioquía hasta su muerte, en 488 (o, en consonancia con Teófanes el Confesor, 490/491). Uno de sus últimos actos fue una tentativa fracasada de revivir la alegación de obediencia de Chipre como parte del patriarcado, algo que el primer concilio de Éfeso (431) había removido de la supervisión de Antioquía.